# Marek Polański
Marek Polański (ur. 14 kwietnia 1936 w Krakowie, zm. 7 lipca 2003 w Katowicach) – polski karykaturzysta.

## Życiorys
Należał do czołówki karykaturzystów polskich XX wieku. Zadebiutował jako karykaturzysta w 1972 r. w Karuzeli. Współpracował z wieloma czasopismami: Szpilki, Magazyn Rodzinny, Sztandar Młodych, Wprost, Tak i Nie, Sprawy i Ludzie, Polityka, Wieczór, Kontakty, Kronika, Karuzela, Aura, Trybuna Robotnicza, Dziennik Zachodni. Publikował we Francji, Niemczech i Kanadzie. Jest autorem kilku tysięcy publikowanych rysunków, ośmiu tomików autorskich oraz współautorem pięciu albumów. Miał w swoim dorobku ponad 30 wystaw indywidualnych oraz ponad 250 zbiorowych krajowych i międzynarodowych. Laureat licznych konkursów. Wiele prac w zbiorach muzealnych. Nagrał wiele programów telewizyjnych. Był współzałożycielem Stowarzyszenia Polskich Artystów Karykatury. Zmarł 7 lipca 2003 w Katowicach.

## Ważniejsze wystawy indywidualne
- Katowice 1980
- Grudziądz i Słupsk 1983
- Kraków 1984
- Szczecin 1984
- Wrocław, Bielsko-Biała i Katowice 1986
- Zielona Góra i Katowice 1988
- Katowice 1993
- Ojców 1996
- Gliwice 1998
- Mysłowice 1999
- Rybnik 2001
- Katowice 2002

## Nagrody

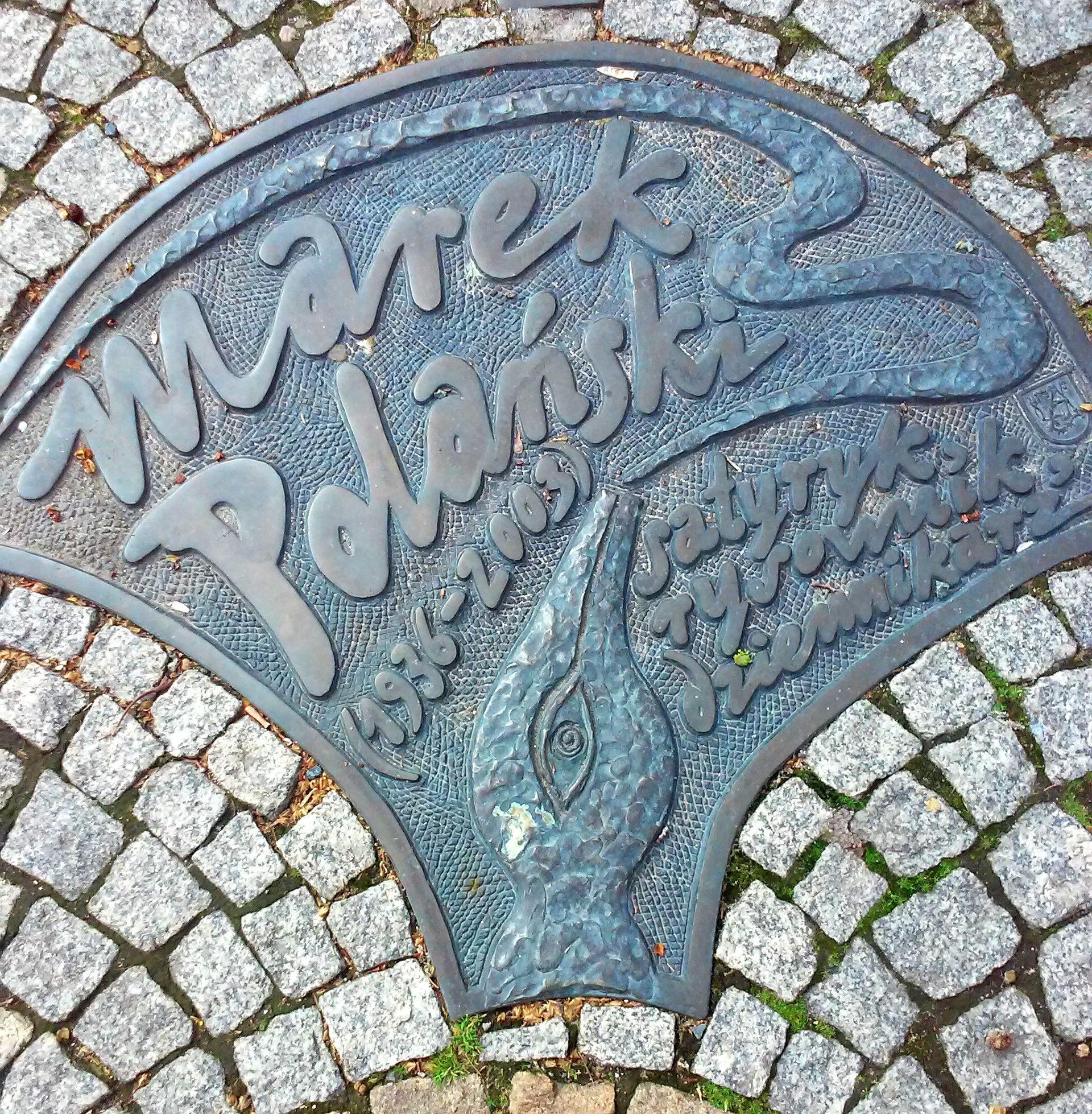
Tablica pamiątkowa w Legnicy

1. IV Międzynarodowe Biennale Satyry Gabrowo 79 – trzecia
2. Ogólnopolski Konkurs Satyry Satyrykon 80 w Legnicy – pierwsza i trzecia
3. Ogólnopolski Konkurs Satyry Satyrykon 80 i Międzynarodowy Konkurs „Fotożart” w Legnicy – grand prix
4. Nagroda specjalna redakcji tygodnika „Kontakty”
5. Ogólnopolski Konkurs „Warszawa w Karykaturze” 81 – wyróżnienie
6. Ogólnopolski Konkurs Satyry „Satyrykon” 81 w Legnicy – nagroda specjalna Muzeum Karykatury w Warszawie
7. Ogólnopolski konkurs „Targowisko humoru i satyry” w Olsztynie – pierwsza nagroda w kategorii humoru.

## Ważniejsze wydawnictwa
- „Jest sugestia”, Warszawa 1984
- „Rysunki”, Katowice 1988
- „Wizerunki znajome”, Katowice 1988
- „Jajo przejściowe”, Katowice 1997
- „Pełnia sezonu”, Katowice 1999
- „Zawsze w sedno”, Chorzów 2002